# ポリフォーム
ポリフォームは、特定の図形を複数個つなぎ合わせて作られた図形の総称である。一部の例外を除けば、平面図形のみを対象とする。
ポリフォームの基準となる図形は、正方形・正三角形・直角二等辺三角形など単独で平面充填が可能な図形が使用されることが多い。
よく考察されるポリフォームは、基本となる図形によって別の名前が与えられる。例えば、正方形を基準としたポリフォームは一般にポリオミノと呼ばれる。

## 組合せのルール
ポリフォームを作成する際の図形のつなぎ方には、いくつかのルールがある。以下の物は基準となる図形に関わらず適用されるルールである。
1. 図形同士は同じ長さの辺でつなぐ。
  - 正三角形の半分の図形やドミノのように整数比で表される辺の組がある場合、それらの辺でつなぐこともある。
2. 図形同士は重なり合わない。
3. 出来上がった図形は全てが1つのつながりになっていないといけない。
4. 互いに鏡像関係にある図形は、同一のものとみなす。

## 一般化と拡張
ポリフォームを3次元以上に拡張することもできる。例えば、複数の多面体を面でつなぎ合わせることにより3次元におけるポリフォームを作ることができる。代表的なものとして立方体をつなぎ合わせたポリキューブがある。
他の拡張として基準となる図形を複数にすることが考えられる。この場合組合せが多くなるため、つなぎ方に追加のルールが課せられる場合がある。代表的なものにペンローズ・タイルなどがある。

## ポリフォームに関する問題
ポリフォームは多くの問題（数学的なもの及びパズル的なもの）やゲームの素材を提供する。
最初の問題として、基準となる図形とつなぎ合わせる個数を指定したときにポリフォームがいくつあるかを求める問題がある。
次の問題として、特定のポリフォームを使用して特定の図（長方形など）を作る問題がある。ペントミノやソーマキューブなどが代表的な問題である。

## ポリフォームの種類と名称
| 基本となる図形   | ポリフォームの名称 | 名前の由来                     | 代表的な問題                        |
| ---------------- | ------------------ | ------------------------------ | ----------------------------------- |
| 線分             | ポリスティック     | poly + stick                   |                                     |
| 正方形           | ポリオミノ         | ドミノを di-omino と解釈       | ペントミノの箱詰め                  |
| 正三角形         | ポリイアモンド     | ダイヤモンドを di-amond と解釈 |                                     |
| 正三角形の半分   | ポリドラフター     |                                | エタニティーパズル(Eternity puzzle) |
| 直角二等辺三角形 | ポリアボロ         | ディアボロを di-abolo と解釈   |                                     |
| 正六角形         | ポリヘクス         | poly + hex（hexagon）          |                                     |
| 立方体           | ポリキューブ       | poly + cube                    | ソーマキューブ                      |

他に、長方形や平行四辺形などを基準にしたものもある。